# Lipa z okolic Szczekotowa
Lipa z okolic Szczekotowa – pomnikowa lipa rosnąca w pobliżu rezerwatu przyrody Szczekotowa; jedna z najpotężniejszych lip Puszczy Białowieskiej, prawdopodobnie najpotężniejsza spośród rosnących w zagospodarowanej części puszczy. Obecnie przewyższają ją dwie lipy rosnące na terenie BPN.
Obwód pnia na wysokości piersi, tj. 130 cm od postawy, wynosi 525 centymetrów (według pomiarów dokonanych w 1984 roku przez Tomasza Niechodę), wysokość drzewa wynosi 25-28 metrów (według szacunków z 1984).
Drzewo wykiełkowało w XVIII wieku; wiek szacowany jest na około 300 lat; korona drzewa jest jak na lipę raczej rozłożysta.
Żywotność drzewa jest dobra jak na jego wiek.